# 夏侯落枫
夏侯落枫（？—），又名曹云图，本名曹旭鹏，中国配音演员，原为北斗企鹅工作室成员，现为自由身。配音作品多以动画、游戏为主，如动画《一人之下》《灵域》《魔晶猎人》，动画电影《火影忍者剧场版：博人传》等，同时也参与若干广播剧的配音。

## 配音作品
- 主要角色以粗体显示。

### 动画剧集
2011年
- 卡里————《罗小黑战记》

2013年
- 花田(红衣忍者)————《尸兄》
- 孙悟空、混混、年轻的英雄、路人乙(驱魔师)、枪神纪男主、枪神纪怪兽————《十万个冷笑话 第二季》

2014年
- 逸凡————《魔弹王》
- 御风————《魔晶猎人》

2015年
- 红衣忍者花田————《我叫白小飞》
- 秦烈————《灵域》
- 谭小基————《英雄别闹》
- 迷途司机————《诡水疑云》
- 魔术师、少年、Lancer、刘、外星人、司机甲、见鬼篇男主————《十万个冷笑话 第三季》
- 6号青年————《端脑》
- 王何————《雏蜂》
- 纳兹·多拉格尼尔————《妖精的尾巴》（日本）

2016年
- 张楚岚————《一人之下》
- 刁那星、野猪王————《生死回放》
- 纪宁————《莽荒纪》
- 秦烈————《灵域 第二季》

2017年
- 汪天才————《阿拉德:宿命之门》
- 白阆————《超游世界》
- 张楚岚————《一人之下2》
- 杨奇、田源、小林————《理想禁区》
- 丁宁————《剑王朝》

2018年
- 张山峰————《斗魂卫之玄月奇缘》
- 杜明————《全职高手 特别篇》
- 祁进————《剑网三·侠肝义胆沈剑心》
- 内海将————《SSSS.古立特》（日本）
- 小宏————《超能陆战队》（美国）

2019年
- 祁进————《剑网三·侠肝义胆沈剑心 第二季》

2020年
- 何不风————《仙王的日常生活》
- 柳公子————《百妖谱》
- 王七————《大理寺日志》
- 张楚岚————《一人之下3入世篇》
- 汪天才————《地下城与勇士之逆转之轮》
- 岳骏天————《芯觉》
- 里、客人B————《战双帕尼尼》
- 张佳乐————《全职高手2》
- 时江————《我是大神仙》
- 北辰影————《邪王追妻 第二季》

2021年
- 武器店老板————《战双帕尼尼》
- 时江————《我是大神仙 第二季》
- 戴无忌————《元龙 第二季》
- 柳公子————《百妖谱 第二季》
- 张楚岚————《一人之下4》
- 武夷岩————《猫之茗》
- 毒刺、汽车改造人、土龙————《一拳超人》（日本）

2022年
- 鬼武————《神印王座》
- 柳公子————《百妖谱·京师篇》
- 蔡臻————《飞吧！篮球》
- 小宏————《大白！》（美国）

### 动画电影
2012年
- 鸡老五 / 男青蛙————《神秘世界历险记》

2015年
- 小宏————《超能陆战队》（美国）

2016年
- 巳月、我爱罗————《火影忍者剧场版：慕留人》（日本）
- 利卡————《航海王之黄金城》（日本）
- 马克————《樱桃小丸子：来自意大利的少年》（日本）
- 吉丁·格雷————《疯狂动物城》（美国）

2017年
- 真柴智————《声之形》（日本）
- 桐谷和人————《刀剑神域：序列之争》（日本）
- 西克————《疯狂大变身》（俄罗斯）

2018年
- 早川充洋————《黑子的篮球：终极一战》（日本）

2019年
- 虚淮————《罗小黑战记》
- 程大器————《江海渔童之巨龟奇缘》
- 柳洞一成————《命运之夜——天之杯：恶兆之花》（日本）
- “口香糖”君————《我想吃掉你的胰脏》（日本）
- 伊德里斯————《养家之人》（加拿大 / 爱尔兰 / 卢森堡）

2020年
- 猎狐人————《姜子牙》

2021年
- 小迪哥哥————《贝肯熊2：金牌特工》
- 埃克利————《夏日友晴天》（美国）

2022年
- 高城一希、夜叉阎魔、新阎魔大王————《妖怪手表：永远的朋友》（日本）

### 游戏
2013年
- 沈夜(小)————《古剑奇谭2：永夜初晗凝碧天》

2017年
- 金丝冰绡————《梦间集》

2018年
- 朱然————《真·三国无双8》
- 血影————《忍者必须死3》
- 金蝉、杨戬————《非人学园》

2019年
- 里————《战双帕弥什》
- 飞龙汤————《食物语》
- 太阴成男————《一梦江湖》
- 牛魔獓因————《云梦四时歌》
- 长治————《盖伊传说》

2020年
- 张楚岚————《一人之下》
- 张楚岚————《一人之下·寻炁迷踪》

### 广播剧
2015年
- 息衍————《九州·素月墨羽》
- 鹰旗军士兵————《九州·水晶劫》
- 刘一凡————《所有的深爱都是秘密》

2016年
- 邓禹————《秀丽江山·青龙卷》

2017年
- 村民、众天驱————《九州·水晶劫》
- 发带男————《瞳之住人》
- 陆藏齐————《地藏齐天》

2018年
- 段瑶————《帝王攻略》
- 蓝景仪————《魔道祖师》《魔道祖师 第二季》

2019年
- 于闻————《全球高考》
- 郭保坤————《庆余年》
- 杜明————《全职高手》
- 锦绣————《落花时节又逢君》
- 贫僧法号戒色、杨修————《你师父我人傻钱多》
- 段瑶————《帝王攻略 第二季》
- 蓝景仪————《魔道祖师 第三季》

2020年
- 谢灵涯、报幕————《非职业半仙》
- 张楚岚————《一人之下》
- 穷天、报幕————《化龙记》
- 穆阳、艾格————《普通市民历险记》
- 高一————《我点你的名了吗》
- 孔明道————《花染状元红》
- 张佳乐————《全职高手 第二季》
- 侲子甲、太子、云洲、其他角色————《铜钱龛世 第二季》
- 郑志、其他角色————《成化十四年》

2021年
- 师弟————《影帝》
- 平子易————《有人》
- 谢珏————《晓清欢》
- 陈香————《花神传》
- 宋意————《我喜欢你的信息素》《我喜欢你的信息素 第二季》
- 于闻————《全球高考 第二季》
- 谢灵涯————《非职业半仙 第二季》
- 穆阳、陈牛————《普通市民历险记 第二季》
- 杜明、张佳乐————《全职高手 第三季》

2022年
- 扈香————《穿进万人迷文的我人设崩了》
- 李嘉轩助理————《粉黛》
- 裴耽————《望春冰》

### 特摄剧
2018年
- 万丈龙我 / 假面骑士克罗兹————《假面骑士时王》（日本）

2019年
- 万丈龙我 / 假面骑士克罗兹————《假面骑士创骑》（日本）
- 万丈龙我 / 假面骑士克罗兹、假面骑士卌骑————《假面骑士：平成世代 永恒》（日本）
- 万丈龙我 / 假面骑士克罗兹————《创骑 新世界 假面骑士格里斯》（日本）

2020年
- 大空大地————《泰迦奥特曼剧场版：新生代之巅》（日本）
- 兹欧斯————《假面骑士圣刃》（日本）